# Théophile Gautier
Théophile Gautier (30. august 1811 – 23. oktober 1872) var en fransk poet, dramatiker, forfatter, journalist og litteraturkritiker.

## Liv
Gautier håbede oprindeligt at være maler. Han blev interesseret i litteratur efter at en skolekammerat, den unge digter Gérard de Nerval, introducerede ham til Victor Hugo.
Det meste af hans liv arbejdede Gautier i pressen, enten som redaktør eller kritiker.
Gautiers ven Baudelaire dedicerede Les Fleurs du mal til ham.
Han er begravet i Montmartre.

## Udvalgte værker

### Digtsamlinger
- Poésies (1830)
- España (1845)
- Émaux et camées (1852)

### Romaner
- Mademoiselle de Maupin (1835)
- Le Roman de la momie (1858)
- Le Capitaine Fracasse (1863)

### Rejseliteratur
- Voyage en Espagne (1843)
- Voyage en Russie (1867)